# Вида Нуева (Сан Педро)
Вида Нуева (шп. Vida Nueva) насеље је у Мексику у савезној држави Коавила у општини Сан Педро. Насеље се налази на надморској висини од 1106 м.

## Становништво
Према подацима из 2010. године у насељу је живело 6 становника.

### Хронологија
| Година       | 2000       | 2005        | 2010 |
| ------------ | ---------- | ----------- | ---- |
| Становништво | 17 (8 / 9) | 16 (10 / 6) | 6    |

### Попис
| # | Индикатор                     | Вредност |
| - | ----------------------------- | -------- |
| 1 | Укупно домаћинстава           | 3        |
| 2 | Укупно насељених домаћинстава | 1        |
| 3 | Величина локације             | 1        |